# 함풍제의 섭정
이 문서는 청나라 문종 함풍제의 섭정에 대해서 서술한다.

## 청 문종 함풍제의 섭정
청 문종 함풍제의 섭정은 중국 청나라 제9대 황제 함풍제가 1850년 2월 25일을 기하여 향년 68세로 붕어한 아버지 도광제의 뒤를 이어 19세 나이로 보위에 올라 이듬해 1851년 5월 26일을 기하여 20세로 친정할 때까지 함풍제(咸豊帝, 1831년 7월 17일 출생 ~ 1861년 8월 22일, 향년 30세로 붕어)의 섭정 체제를 이르는 명칭이다.

### 역대 함풍제 섭정
- 태비 박이제길특씨 - 재임기간: 1850년 2월 25일 ~ 1850년 4월 14일
- 이혁정친왕 단화 - 재임기간: 1850년 4월 14일 ~ 1851년 3월 2일
- 증국번 - 재임기간: 1851년 3월 2일 ~ 1851년 3월 16일
- 좌종당 - 재임기간: 1851년 3월 16일 ~ 1851년 3월 21일
- 이혁친왕 - 재임기간: 1851년 3월 21일 ~ 1851년 5월 26일

### 역대 함풍제대리청정
- 부찰 경수 - 재임기간: 1858년 12월 20일 ~ 1859년 2월 17일
- 탁화락 목음 - 재임기간: 1859년 2월 17일 ~ 1859년 4월 17일
- 광원 - 재임기간: 1859년 4월 17일 ~ 1859년 5월 15일
- 곽숭도 - 재임기간: 1859년 5월 15일 ~ 1859년 5월 20일
- 이홍장 - 재임기간: 1859년 5월 20일 ~ 1859년 5월 26일
- 두한 - 재임기간: 1859년 5월 26일 ~ 1860년 8월 18일
- 초우영 - 재임기간: 1860년 8월 18일 ~ 1860년 11월 5일
- 이혁보국군왕 숙순 - 재임기간: 1860년 11월 5일 ~ 1861년 8월 22일